# Stewart Haslinger

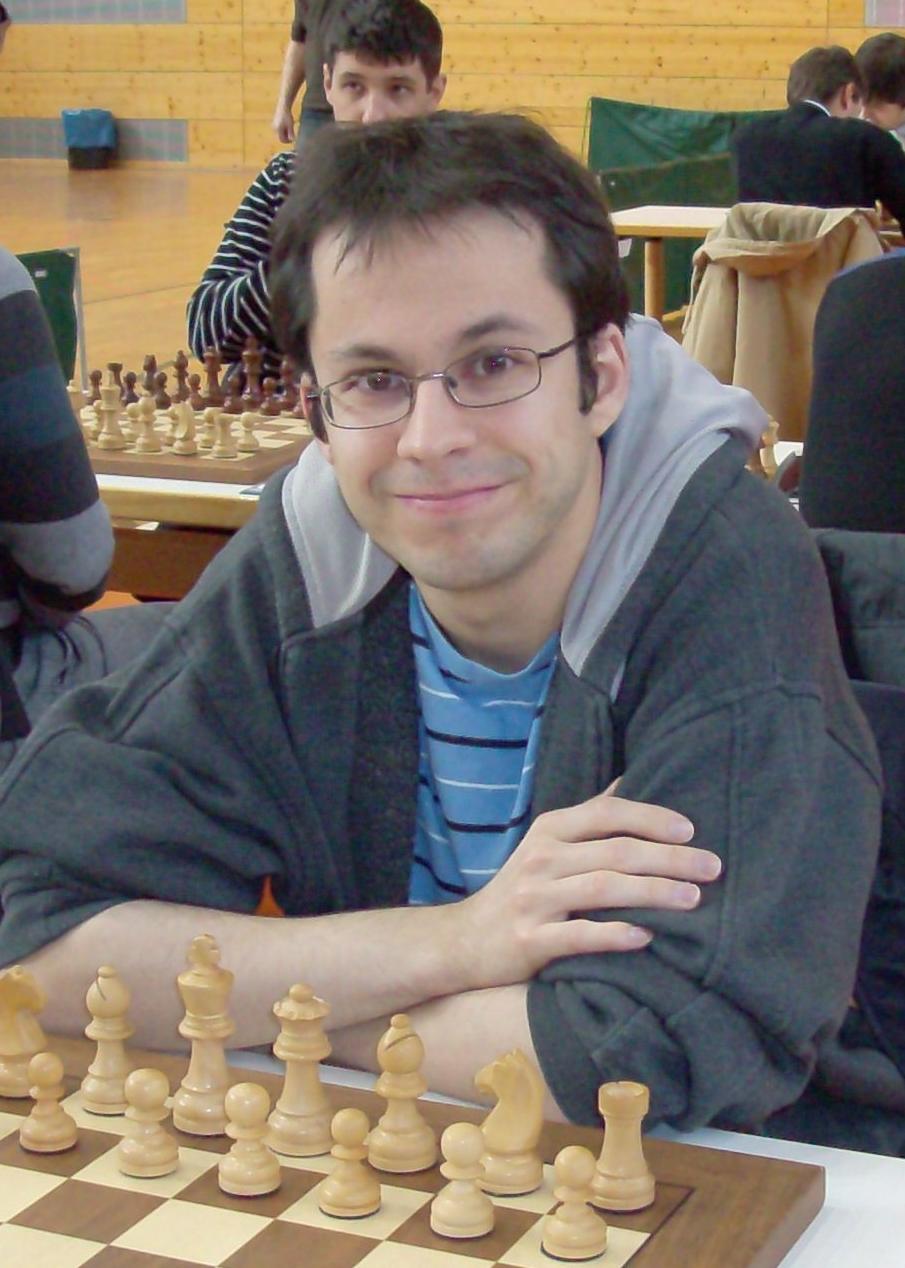
Haslinger in 2009

Stewart Haslinger (Ainsdale, Merseyside; 25 november 1981) is een Britse schaker, voormalig Brits kampioen bij de junioren,  met in 2017 de FIDE-rating 2515. Hij is sinds 2007 een grootmeester (GM).

## Biografie
Haslinger komt uit een familie van sterke schakers. Toen hij vier was leerde hij van zijn vader schaken. In 1993 werd hij Brits jeugdkampioen in de categorie tot 12 jaar. Zijn zussen Cathy and Mandy werden in diverse leeftijdscategorieën Brits jeugdkampioen. Cathy werd in 1987 in San Juan Wereldkampioen Schaken voor jeugd in de categorie meisjes tot 14 jaar.
In 2003 werd hem in Chalkidiki door de FIDE de titel Internationaal Meester (IM) toegekend
(behaalde IM-normen: juli 1999 – Young Masters in Somerset, juli 2002  – Britse kampioenschap in Torquay, Four Nations Chess League 2002 - 2003, augustus 2003  – Hilton Premier International in Blackpool).
Haslinger behaalde in 2006 zijn Masters in wiskunde aan de Universiteit van Liverpool en besloot de tijd te nemen om te proberen schaakgrootmeester te worden. Dit lukte sneller dan verwacht, zijn laatste twee GM-normen behaalde hij bij de Four Nations Chess League (4NCL) van 2006-2007 en bij het Caerleon South Wales International 2007, zijn eerste norm had bij behaald bij het Brits kampioenschap in 2002. Rond dat jaar was zijn niveau snel gegroeid na intensieve schaakstudie tijdens een periode van slechte gezondheid. De titel grootmeester werd hem in september 2007 in Mexico-Stad verleend onder het voorbehoud dat hij een Elo-rating van minstens 2500 zou bereiken. Reeds in oktober 2007 overschreed hij deze grens; sindsdien is hij een GM.
Hij begon in 2010 te werken aan zijn promotie in toegepaste wiskunde aan de Universiteit van Liverpool en verkreeg de Ph.D.-titel in 2014.

## Belangrijkste resultaten in toernooien
- Brits kampioenschap, Torquay, 2002 – 4e, na Ramachandran Ramesh, Joseph Gallagher en Krishnan Sasikiran (GM-norm behaald)
- Blackpool Hilton Premier, 2003 – 4e, na Abhijit Kunte, John Shaw en Nigel Davies
- kampioenschap van Groot-Brittannië "Smith & Williamson" in Douglas, 31 juli t/m 13 aug. 2005 – gedeeld 2e met 8 uit 11, na de Schot Jonathan Rowson
- Four Nations Chess League, 2006-2007 – 6.5 uit 9 (GM-norm behaald)
- South Wales International, Caerleon, 2007 – 2e, na Marat Dzhumaev (GM-norm behaald)
- Brits kampioenschap, Great Yarmouth, 2007 – gedeeld 4e, na Jacob Aagaard, Jonathan Rowson en Stephen Gordon
- Four Nations Chess Challenge, Oslo, 2008 – internationaal debuut in het Engelse team;  positieve score, waarmee hij Engeland hielp als 2e te eindigen[9]
- Benidorm, 2008 – gedeeld 1e, met Vladimir Burmakin, Boris Avrukh en Eduardo Iturrizaga
- South Wales International, Pontypridd, 2008 – gedeeld 1e met Normunds Miezis
- Essent Open Hoogeveen, 2008 – gedeeld 1e met Friso Nijboer en Alexandr Fier
- 3e Open toernooi van Palma de Mallorca, 2008 – winnaar[10]

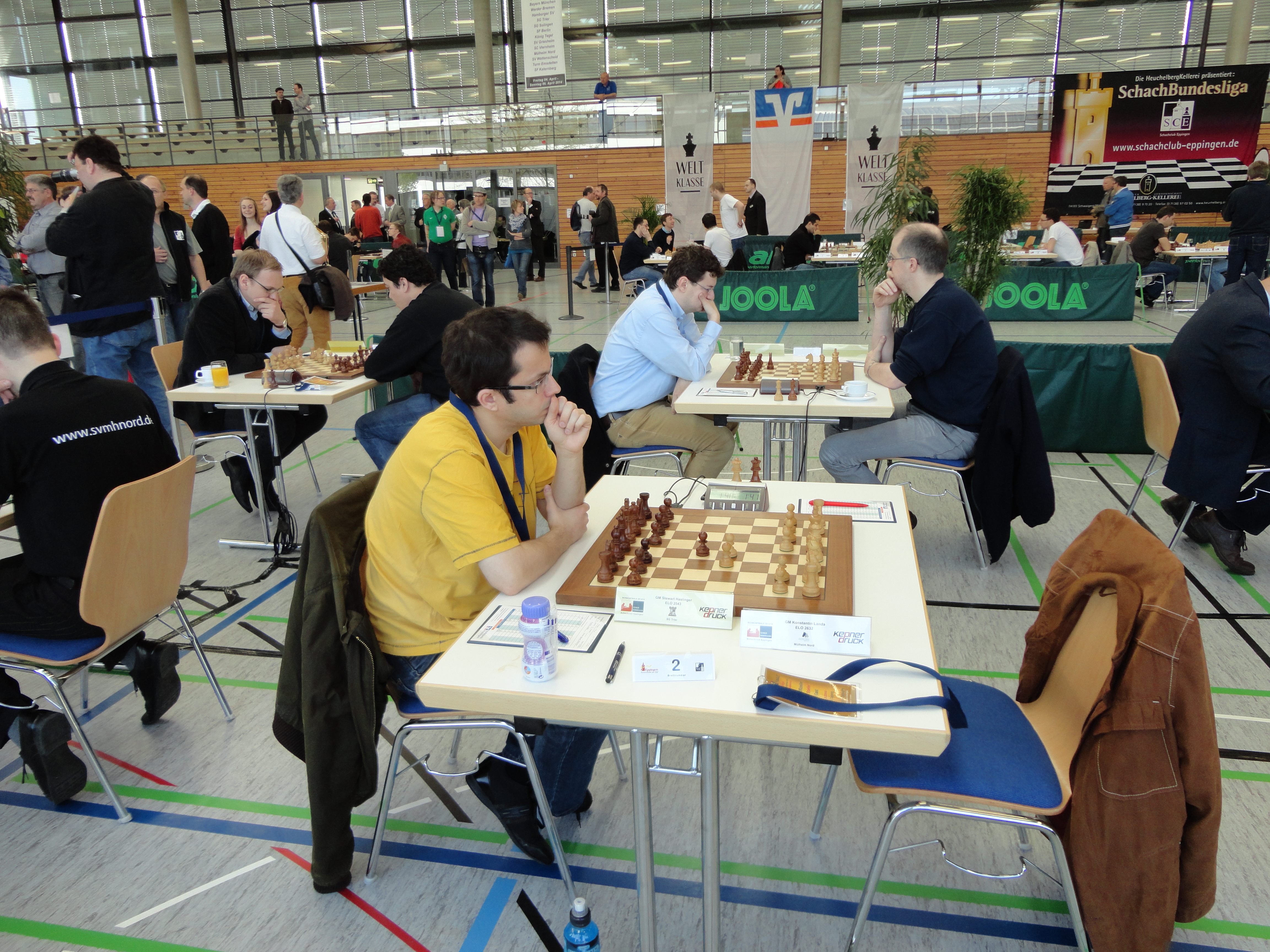
Haslinger, Duitse bondscompetitie 2014 in Eppingen

- Haslinger won in 2009 de open groep van het Schaaktoernooi Hoogeveen[11]
- Hilversum Open, 2009 – gedeeld 1e met Daniel Fridman, Michał Krasenkow en Predrag Nikolić[12]
- Seville International Open 2011 – gedeeld 1e met Deep Sengupta[13]
- Daniël Noteboom-herdenkingstoernooi, Leiden 2011 – gedeeld 2e, na Jan Smeets[14]
- winnaar Seville International Open 2013[15]
- winnaar Haarlem ROC Nova College Schaaktoernooi 2013[16]

## Schaakverenigingen
In de Britse Four Nations Chess League speelde Haslinger in seizoen 1998-1999 in het eerste team van de Barbican Chess Club, in seizoen 2002-2003 bij Perceptron Youth, in seizoen 2004-2005 bij de North West Eagles, van 2005 tot 2007 bij 3Cs Oldham, in seizoen 2009-2010 bij Pride and Prejudice en in seizoen 2012-2013 bij Cheddleton.
In de Duitse bondscompetitie speelt hij sinds 2009 bij SG Trier.

## Partij
S. Haslinger - A. Jaunouby, Bolton Congress, 2008, moderne verdediging
1.e4 g6 2.d4 Lg7 3.Pc3 d6 4.Le3 a6 5.f4 Pf6 6.Pf3 b5 7.e5 Pg4 8.Lg1 f6 9.h3 Ph6 10.Ld3 fxe5 11.dxe5 c6?! 12.Dd2 Dc7 13.0-0-0 0-0 14.g4 dxe5 15.Pxe5 g5 16.fxg5 b4 17.Lc4+ e6 18.Pe2 Lxe5 19.gxh6 c5 20.Dg5+ Kh8 21.Lh2! Pc6 Diagram. 22.Thf1!! Tg8 23.Td8!! (De toren wordt op drie manieren aangevallen, maar iedere variant betekent winst voor wit) Txd8 24.Lxe5+ Dxe5 25.Dxd8+! 1-0
(of 24...Pxe5 25.Tf7! Dxf7 26.Dxd8+ Dg8 27.Df6+ Dg7 28.Dxg7 mat of  24...Pxe5 25.Tf7! Pxf7 26.Dg7 mat)

## Externe koppelingen
- (en)   Informatie over schaakpartijen van Stewart Haslinger op ChessGames.com
- (en)   Informatie over schaakpartijen van Stewart Haslinger op 365chess.com
- (en)  FIDE-ratinggegevens voor Stewart Haslinger